# Игуль-База
Игуль-База — исчезнувшая деревня в Венгеровском районе Новосибирской области России. На момент упразднения входила в состав Сибирцевского 2-го сельсовета. Исключена из учётных данных в 1972 году.

## География
Располагалась к северу от озера Игуль, в 12 км к северо-западу от села Сибирцево 2-е.

## История
Решением Новосибирского облисполкома от 28.06.1960 г. № 490 посёлок Игульской базы откормсовхоза перечислен из Павловского сельсовета во 2-й Сибирцевский.
Решением Новосибирского облисполкома от 24.04.1972 г. № 264 деревня Игуль-База исключена из учётных данных как фактически не существующая.